# Odontodes metamelaenoides
Odontodes metamelaenoides là một loài bướm đêm trong họ Noctuidae.